# Камбанка и спасяването на феите
„Камбанка и спасяването на феите“ (на английски: Tinker Bell and the Great Fairy Rescue) е американски компютърно анимиран филм от 2010 г. Това е третият филм от поредицата Камбанка. Филмът излиза на DVD през 23 септември 2010 г.

## Синхронен дублаж

### Гласове
| Роля           | Изпълнител           |
| -------------- | -------------------- |
| Зън-Зън        | Марина Димитрова     |
| Лизи           | Анна-Мария Върбани   |
| Д-р Грифитс    | Чавдар Бозаджиев     |
| Видия          | Златина Тасева       |
| Сребърна Мъгла | Здрава Каменова      |
| Иридеса        | Лина Шишкова         |
| Розета         | Соня Костадинова     |
| Вивета         | Цветослава Симеонова |
| Бобъл          | Живко Джуранов       |
| Дрън           | Росен Русев          |
| Терънс         | Деян Ангелов         |
| Диктор         | Петя Абаджиева       |

### Други гласове
| Виктория Митова   |
| Сандра Петрова    |
| Симона Нанова     |
| Слава Рачева      |
| Теодора Пеева     |
| Георги Стоянов    |
| Мирослав Цветанов |

### Песни
| Песен                               | Изпълнява                                          |
| ----------------------------------- | -------------------------------------------------- |
| Лятото дойде Лятото дойде (реприза) | Любена Нинова Милица Георгиева Десислава Софранова |
| Щом повярваш                        | Надя Недялкова Милица Георгиева                    |

## Българска версия
| Обработка                            | Александра Аудио                      |
| Mix Studio                           | Shepperton International              |
| ------------------------------------ | ------------------------------------- |
| Режисьор на дублажа                  | Симона Нанова                         |
| Превод                               | Милена Васкова                        |
| Музикален режисьор Превод на песните | Десислава Софранова                   |
| Тонрежисьор на записа                | Петър Костов                          |
| Творчески директор Превод на песните | Венета Янкова                         |
| Продуцент на българската версия      | Disney Character Voices International |

## Общи данни
- Държава: САЩ
- Година: 2010
- Времетраене: 77 минути
- Жанрове: Анимация
- Световна премиера: 23.09.2010
- Премиера на DVD: 22.11.2010